# يوهان فريدريش أوفربيك
يوهان فريدريش أوفربيك (بالألمانية: Johann Friedrich Overbeck) هو رسام ألماني وهو أحد أعضاء الحركة الناصرية ولد في سنة 1789 لعائلة لوثرية والده هو الشاعر كريستيان أدولف أوفربيك، تلقى تعليمه في الفنون في فيينا وكان الرسام هينريش فوجر أحد معلميه، في سنة 1810 غادر إلى روما وهناك أصبح يرسم الأيقونات المسيحية لمدة 59 سنة، تواصل مع رسامين مثل بيتر كورنيليوس فون وفريدريش فلهلم شادوف وفيليب فايت، في سنة 1813 إعتنق الكاثوليكية ونال العماد الكاثوليكي. توفي في روما في سنة 1869 وسيم جثمانه في كنيسة سان برناردو ألي تيرمي.

## روابط خارجية
- يوهان فريدريش أوفربيك على موقع الموسوعة البريطانية (الإنجليزية)
- يوهان فريدريش أوفربيك على موقع إن إن دي بي (الإنجليزية)
- يوهان فريدريش أوفربيك على موقع ديسكوغز (الإنجليزية)
- يوهان فريدريش أوفربيك على موقع ديسكوغز (الإنجليزية)